# Carregueiros
Carregueiros is een plaats (freguesia) in de Portugese gemeente Tomar en telt 1255 inwoners (2001).